# Hélder Martins de Carvalho
Hélder Martins de Carvalho (ur. 1 stycznia 1977 w Luandzie) – angolski sędzia piłkarski. Wybrany do sędziowania Pucharu Narodów Afryki w 2010 roku, które odbyły się w jego rodzimym kraju. Jest to dla niego debiut w imprezie tak dużej rangi na arenie międzynarodowej.

## Imprezy międzynarodowe
- Puchar Narodów Afryki 2010